# Törökbálint
Törökbálint − miasto na Węgrzech, położone w komitacie Pest. Prawa miejskie otrzymało 1 lipca 2007.